# Xilinx
Xilinx byla americká firma založená v roce 1985 a sídlící v Seattlu, je jedním z největších světových výrobců logických obvodů.
V současné době vyrábí více než polovinu programovatelných hradlových polí (FPGA), které vyvinula jako první na světě. Největší zbraní firmy Xilinx je její bezkonkurenčně největší sortiment[zdroj?], který se skládá z jednoduchých obvodů, až po hradlová pole.
Uplatnění nacházejí součástky firmy ve značném množství odvětví, jako například telekomunikace, počítače, průmyslová technika.
Firma také spolupracuje s více než 1800 univerzitami na celém světě díky svému Xilinx univerzitnímu programu. Nabízí zde volně dostupný přístup k softwarovým nástrojům, jako například ISE WebPack.
Xilinx zůstala stoprocentní dceřinou společností AMD až do června 2023, kdy byla značka postupně ukončena a produktové řady Xilinxu nyní nesou značku AMD.

## Technologie
Xilinx je developer FPGA a CPLD přístrojů. Nabízí přístroje pro rodiny s lepidlem logiky (CoolRunner, CoolRunner-II). Nízké náklady (Spartan) a high end aplikace (Virtex).
Virtex-II Pro, Virtex-4, a FPGA Virtex-5 jsou zajímavé především pro System-on-a-chip (SoC nebo SOC). SOC se vztahuje na integraci všech komponent v počítači nebo v jiných elektronických systémů do jednoho integrovaného obvodu (čipu), protože mohou obsahovat až 2 IBM PowerPC jádra.

### Spartan serie
Tato serie má výhodu především v nízkých nákladech dílů, jsou ovšem pomalejší než Virtex součástky a nemají vestavěná jádra PowerPC.
| Generace       | Logické buňky    | Popis                  |
| -------------- | ---------------- | ---------------------- |
| Spartan-3      | 1700 až 75 000   | Vysoká hustota buněk   |
| Spartan-3A     | 1500 až 25 000   | Optimalizované I/O     |
| Spartan-3AN    | 1500 až 25 000   | Bez paměti             |
| Spartan-3E     | 2 000 až 33 000  | Logické optimalizované |
| Spartan-3A DSP | 37 000 až 54 000 | DSP optimalizované     |

### Virtex serie
Řada Virtex má kromě běžných FPGA logických struktur vestavěné funkce. Počet násobičů v rozmezí od několika desítek až několika stovek, a to v závislosti na přístroji. Obdobně platí, že výše blokové paměti RAM se pohybuje od několika set kilobitů až desítek megabitů. Přestože všechny modely zahrnují některé blokové paměti RAM a násobiče, vestavěné PowerPC jádra a SerDes hardware jsou k dispozici pouze u vybraných modelů. Spouštění s Virtex-4, Xilinx převedeni na které mají několik verzí svých výrobků s různými vlastnostmi, jsou optimalizovány pro různé účely. Tradičně jediný rozdíl mezi modely v rámci série byla velikost a tím i ceny.

### Ocenění
- Xilinx se umístil mezi 100 nejlepšími společnostmi pro práci
- Nejvýznamnější konkurenci pro Xilinx představuje Altera, Lattice Semiconductor, Actel a QuickLogic.